# Kreuzweg (Krensheim)

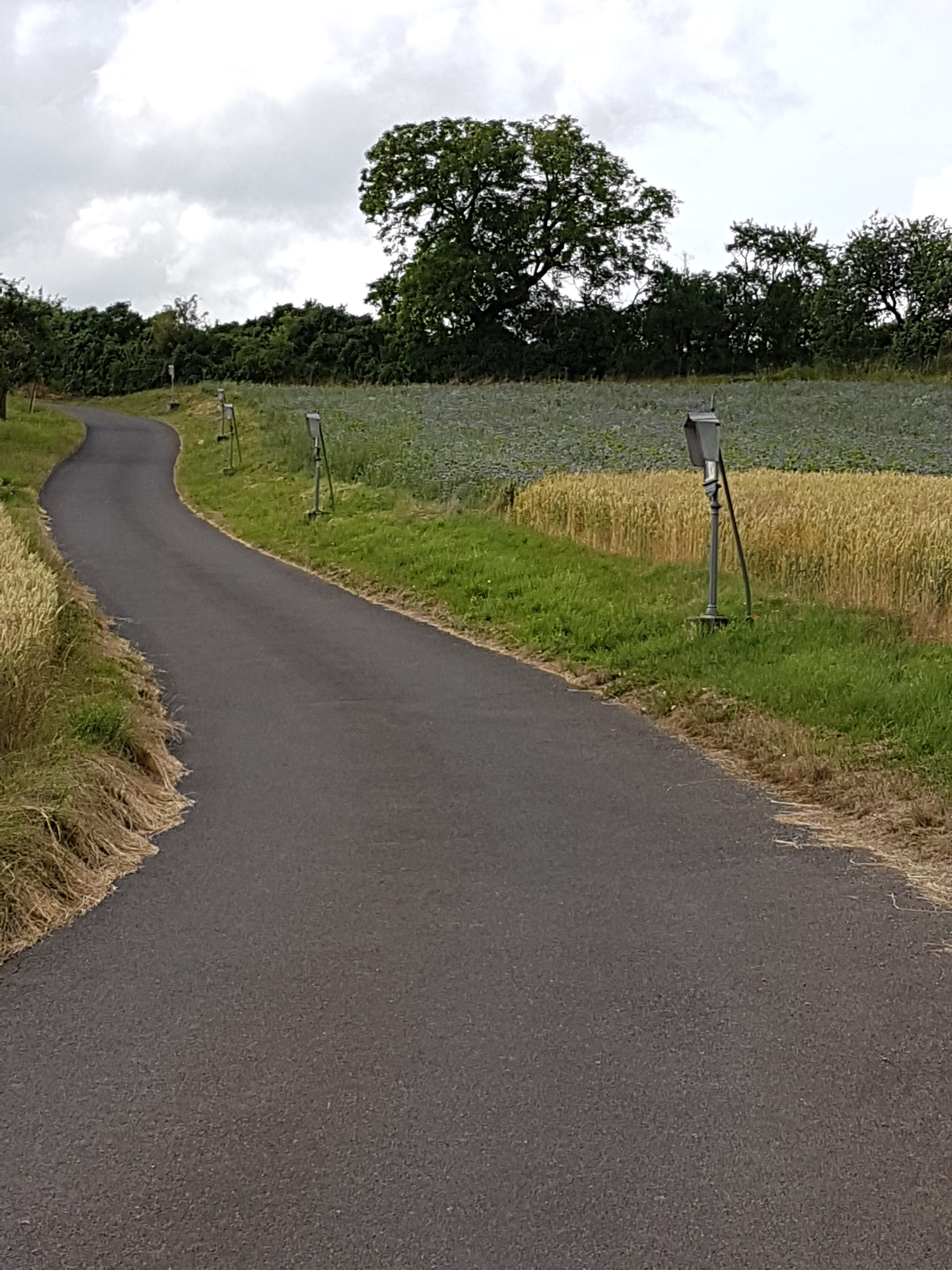
Blick auf den Kreuzweg in Krensheim (2017)

Der Kreuzweg in Krensheim, einem Stadtteil von Grünsfeld im  Main-Tauber-Kreis in Baden-Württemberg, befindet sich am Ortsrand in Richtung Hof Uhlberg. Der Kreuzweg beginnt auf einem kleinen Weg von Hof Uhlberg kommend und endet kurz vor dem Ortsschild in der Nähe der Krensheimer Pfarrkirche St. Ägidius sowie dem Krensheimer See. Der Freilandkreuzweg steht unter Denkmalschutz.

## Geschichte
Der gusseiserne Kreuzweg wurde um 1900 am Krensheimer Ortsrand erbaut.

## Kreuzweg
Der Krensheimer Kreuzweg umfasst 14 Stationen mit den folgenden Inschriften:

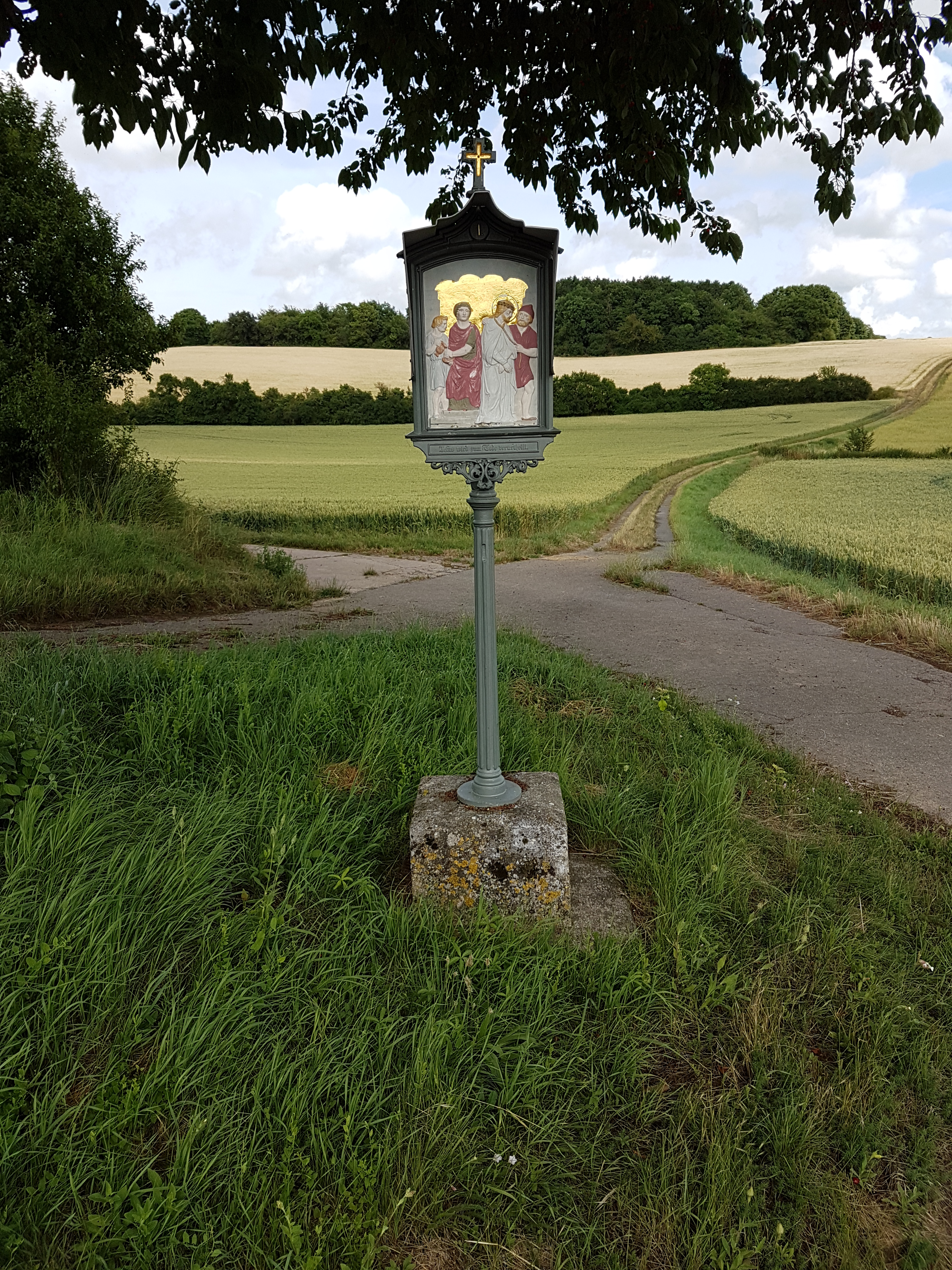
I. Jesus wird zum Tode verurteilt
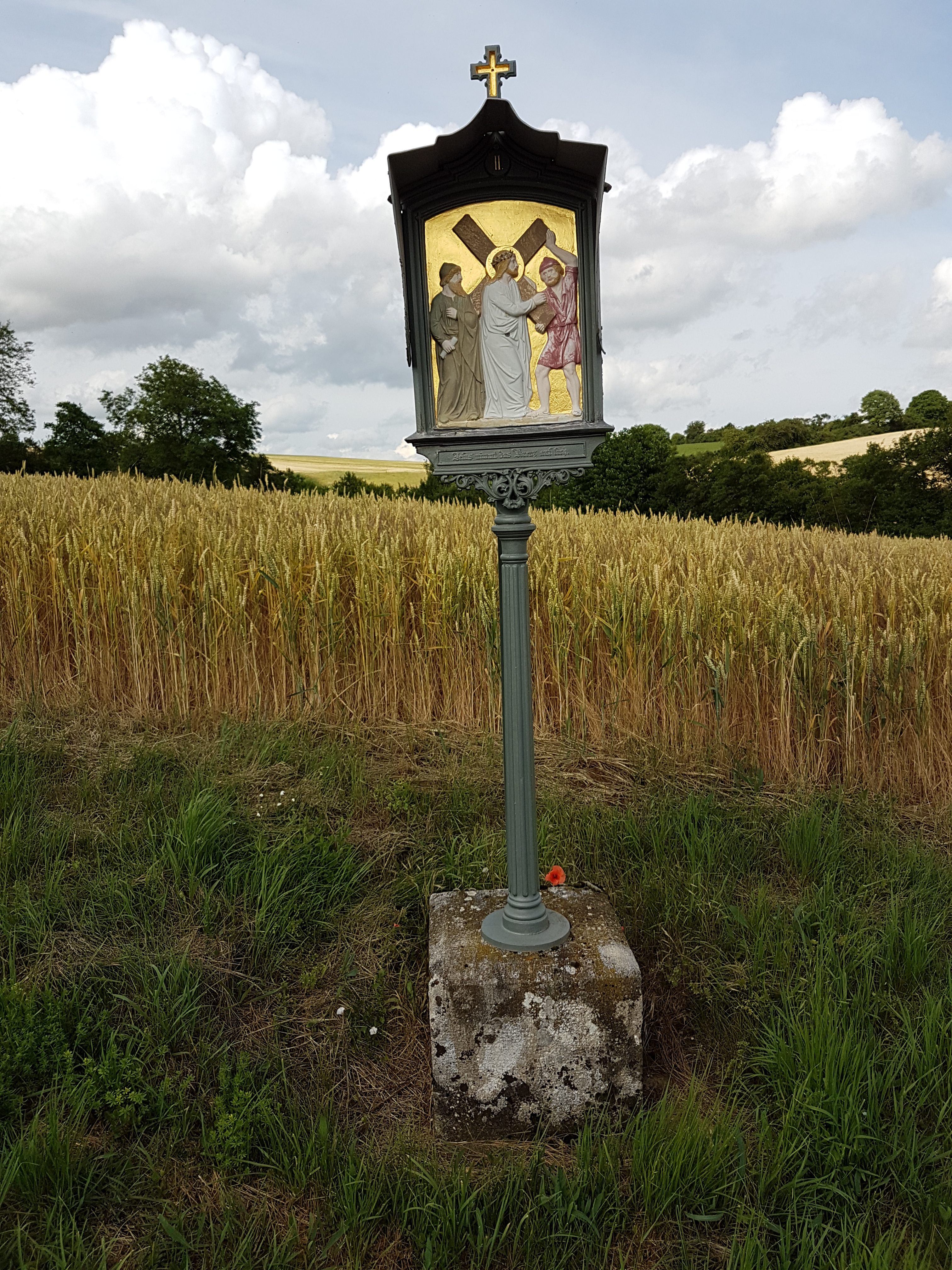
II. Jesus nimmt das Kreuz auf sich
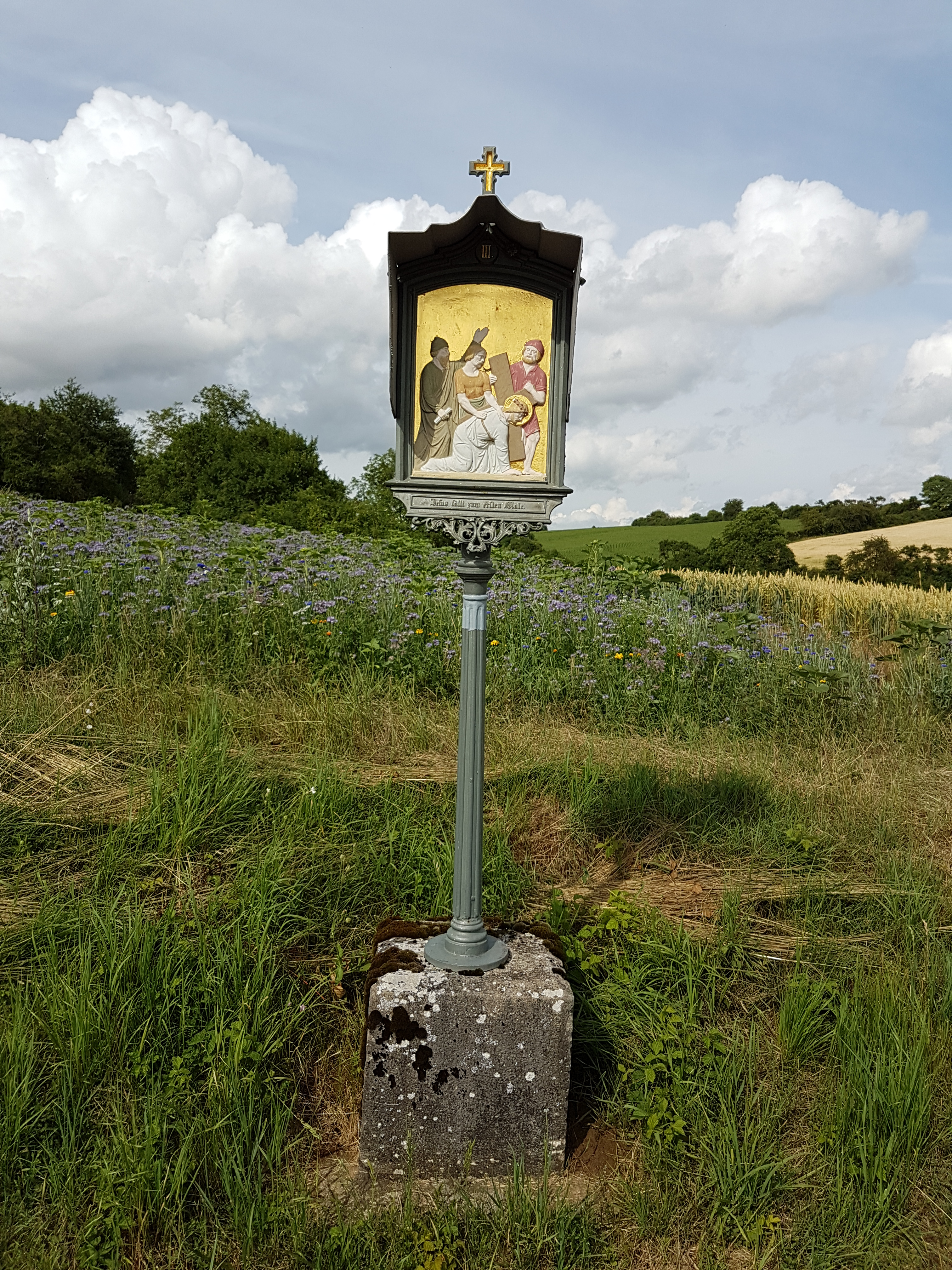
III. Jesus fällt zum ersten Male
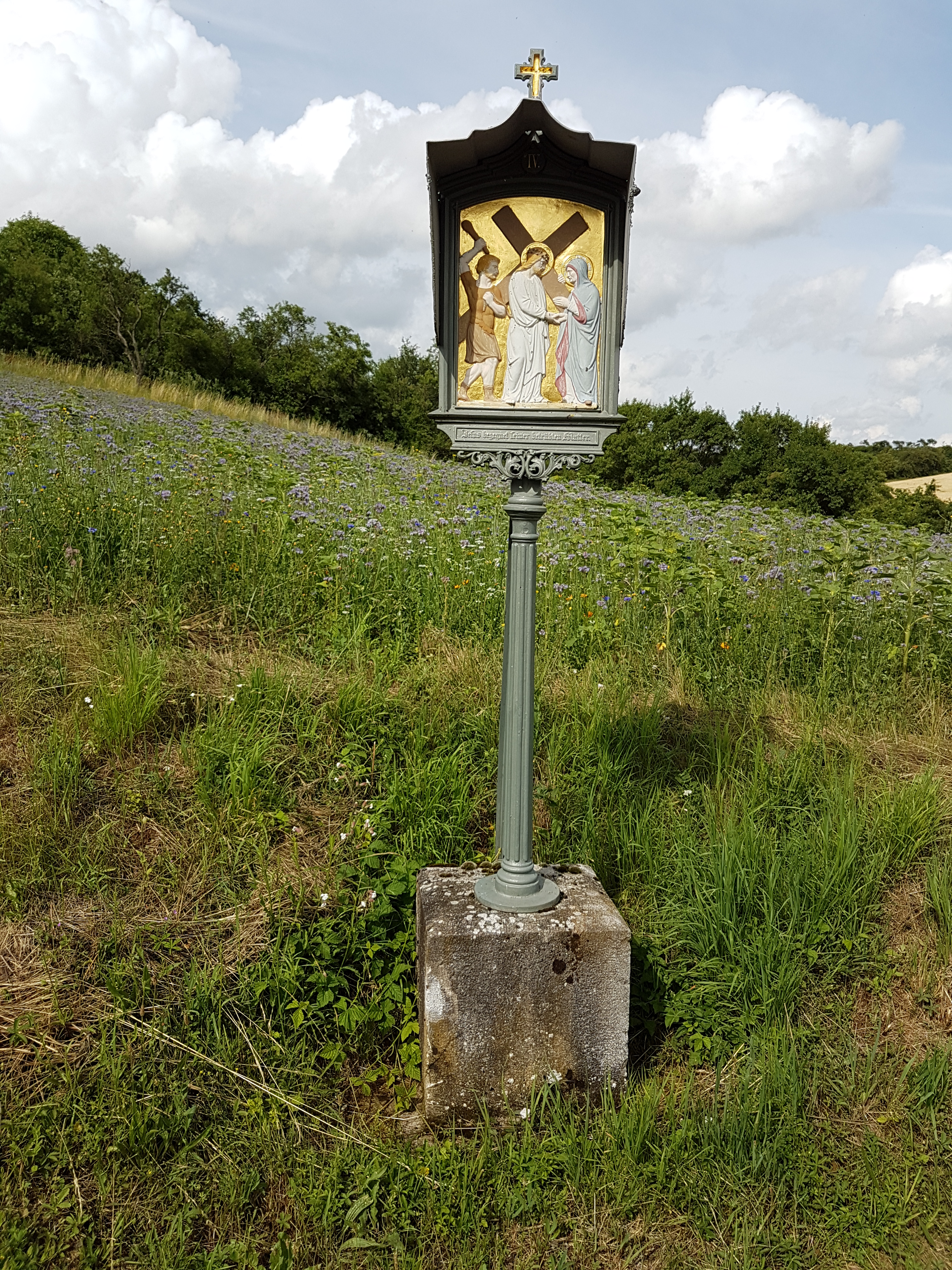
IV. Jesus begegnet seiner betrübten Mutter
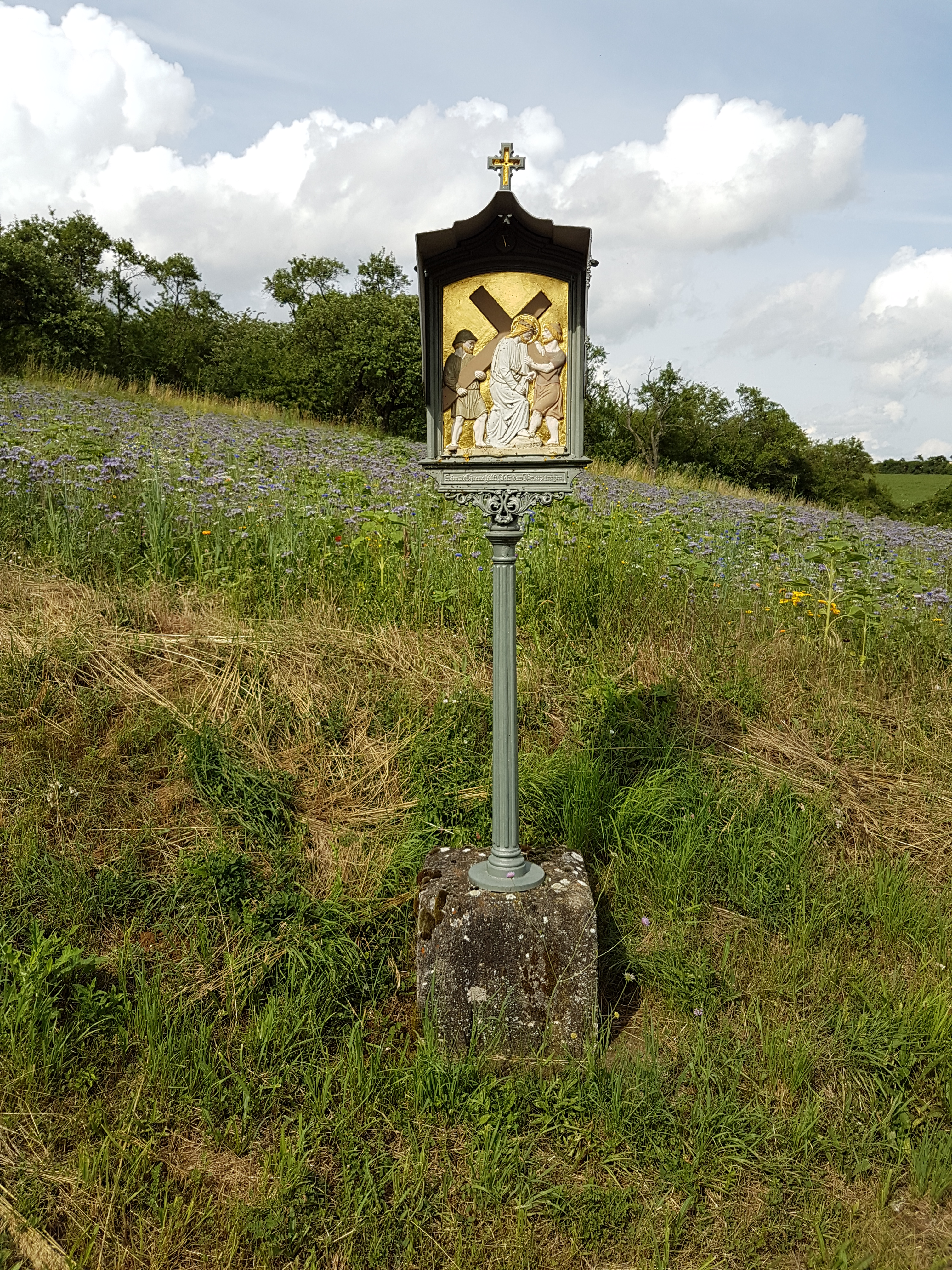
V. Sim. v. Cyrene hilft Jesu das Kreuz tragen
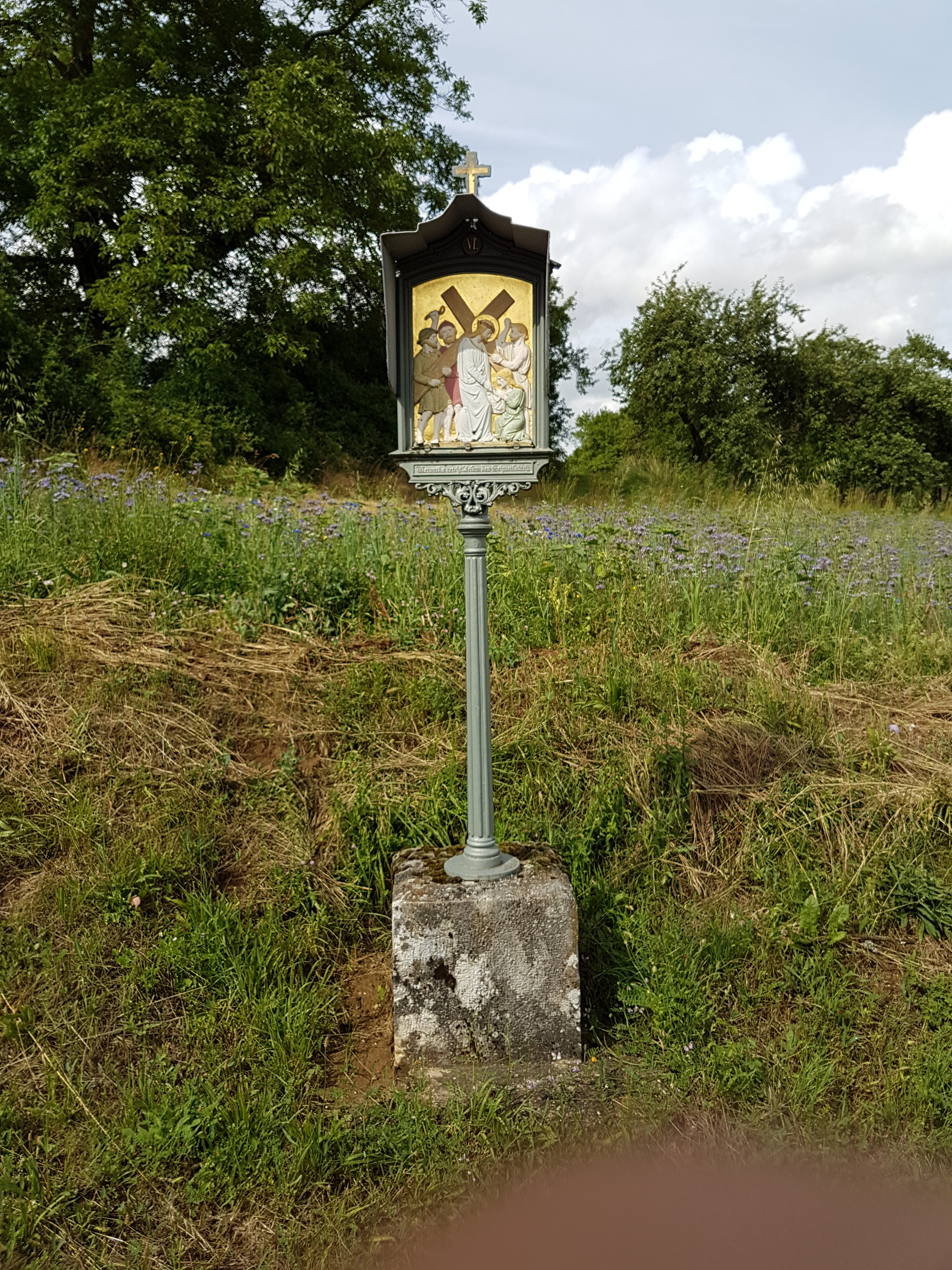
VI. Veronika reicht Jesus das Schweißtuch
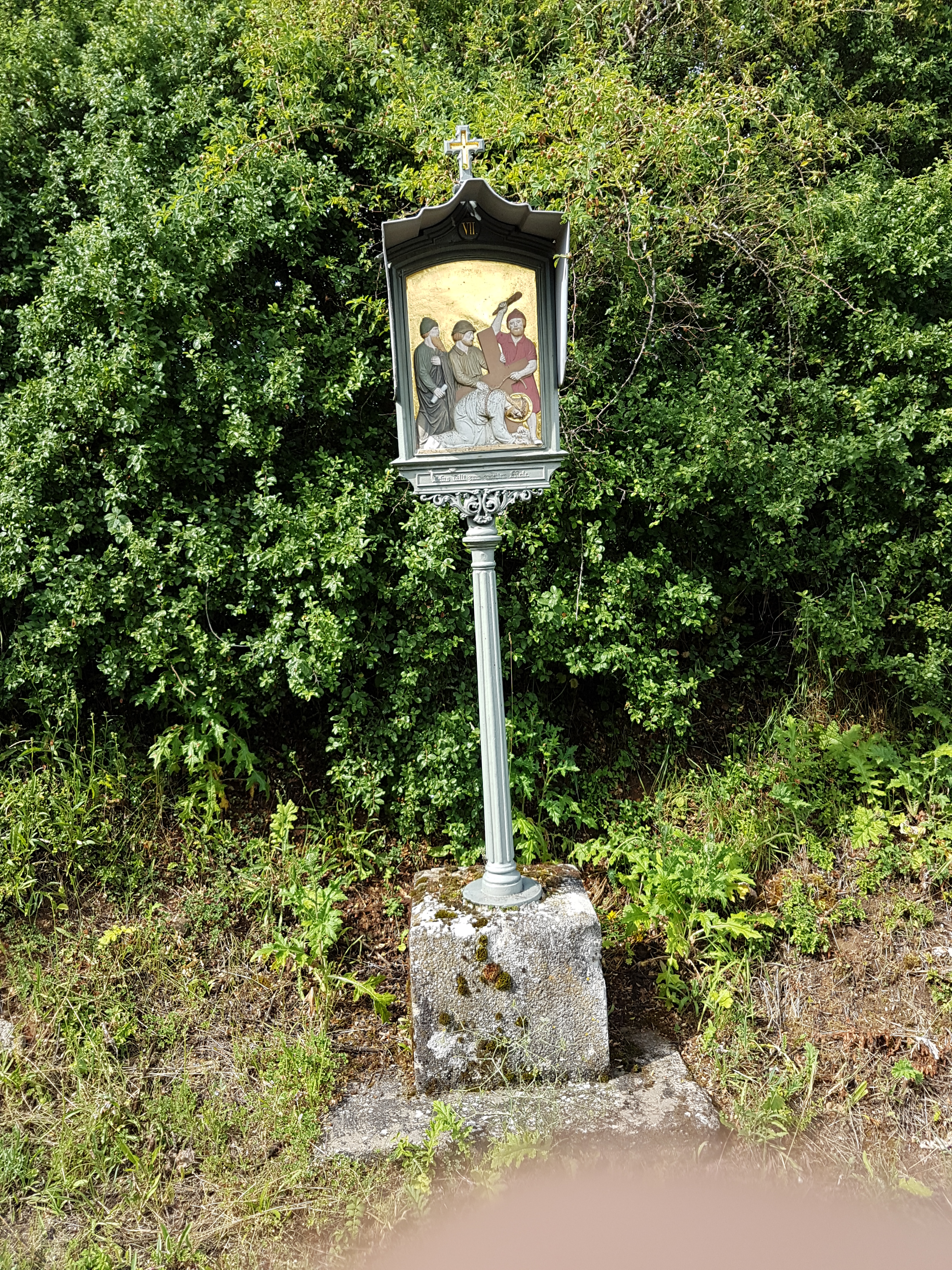
VII. Jesus fällt zum zweiten Male
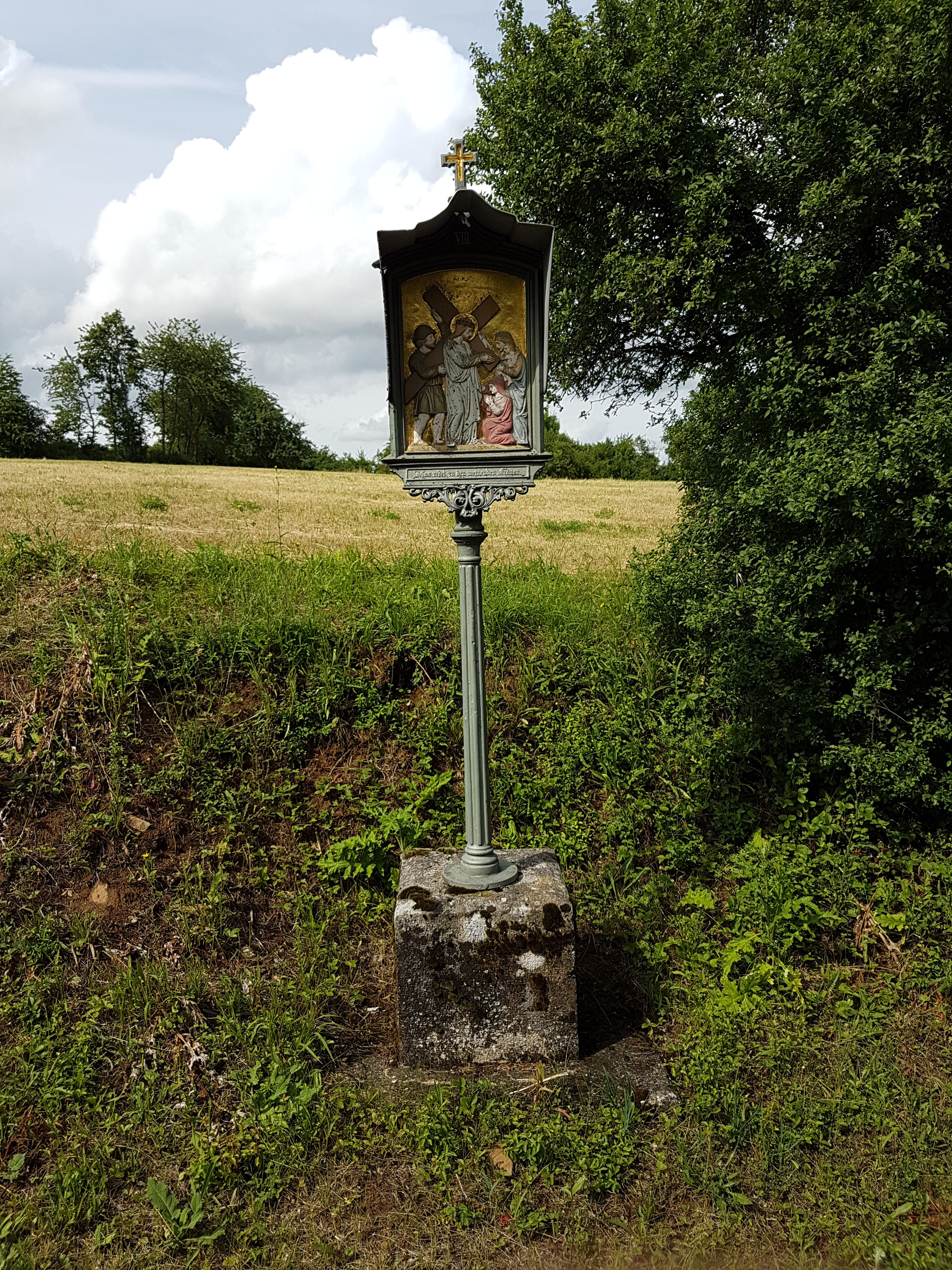
VIII. Jesus reden zu den weinenden Frauen
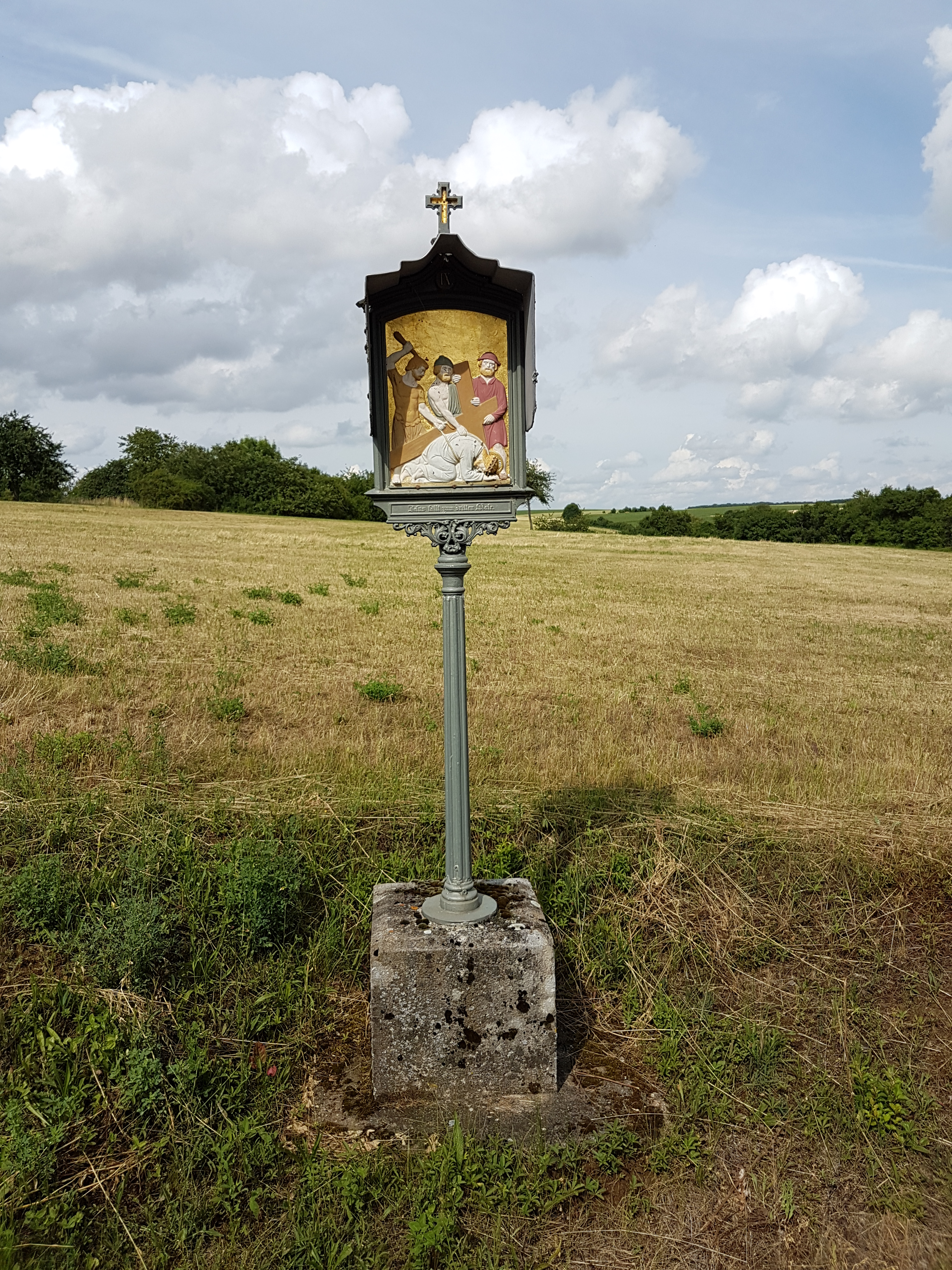
IX. Jesus fällt zum dritten Male
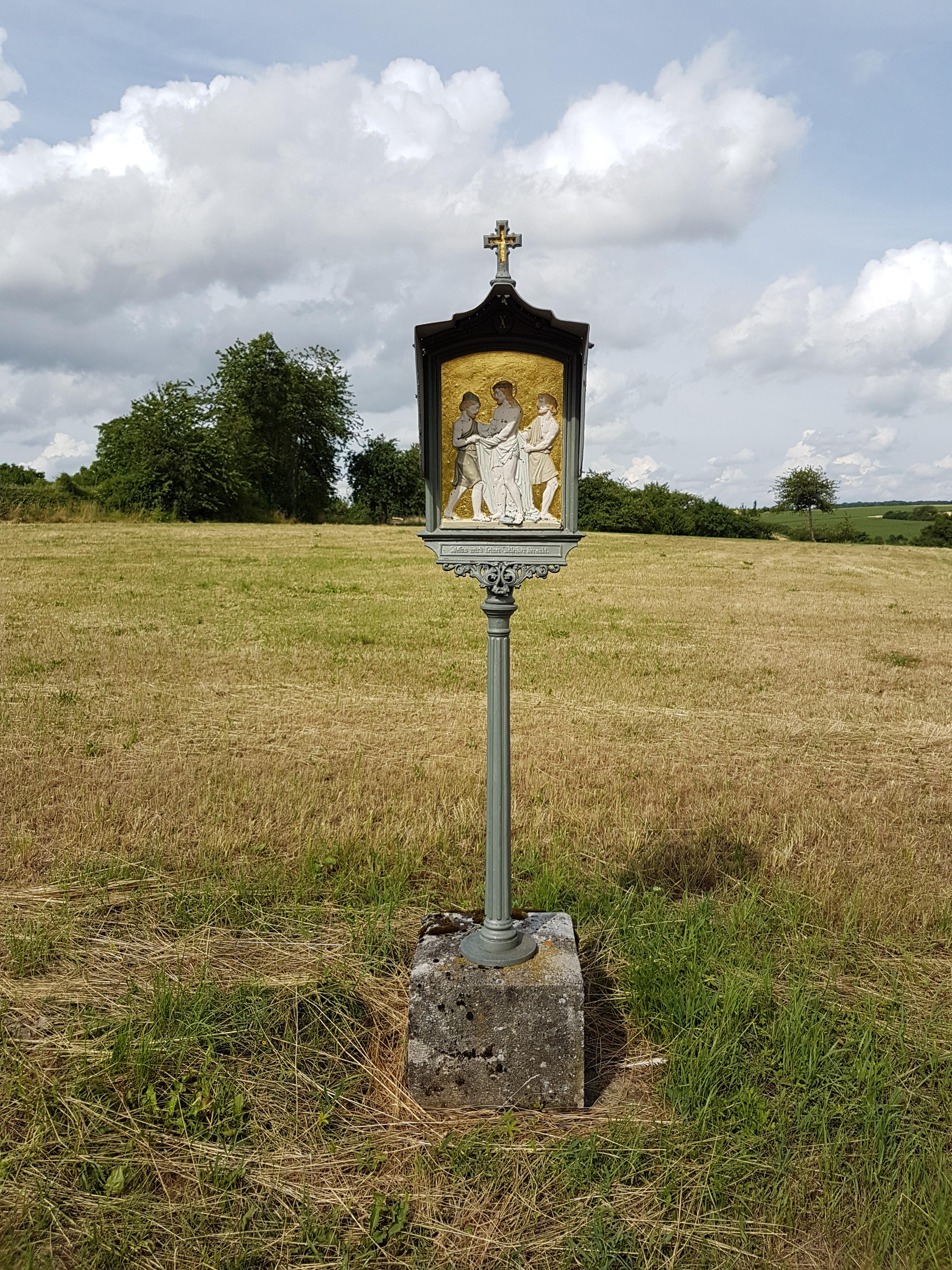
X. Jesus wird seiner Kleider beraubt
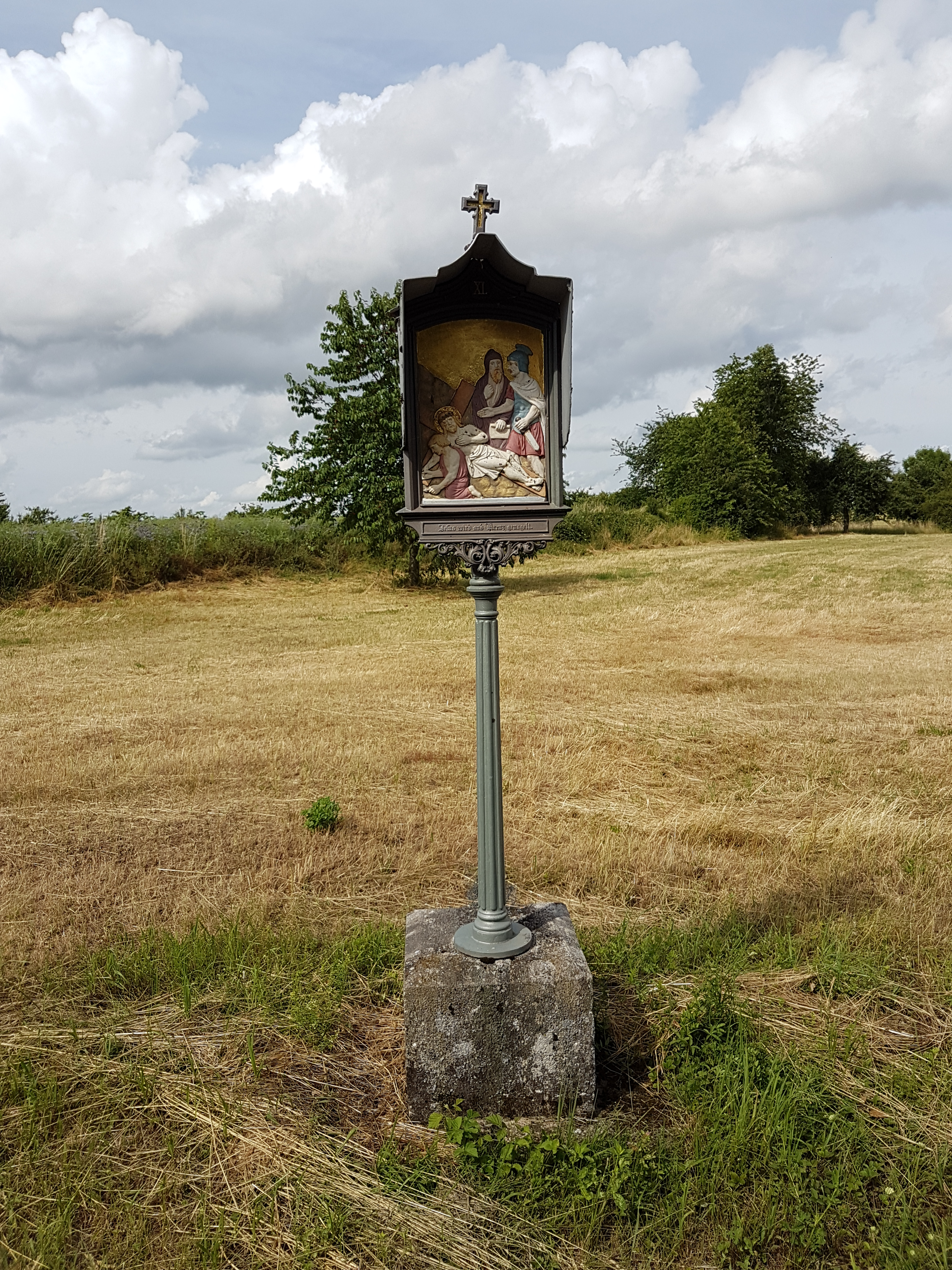
XI. Jesus wird an's Kreuz genagelt
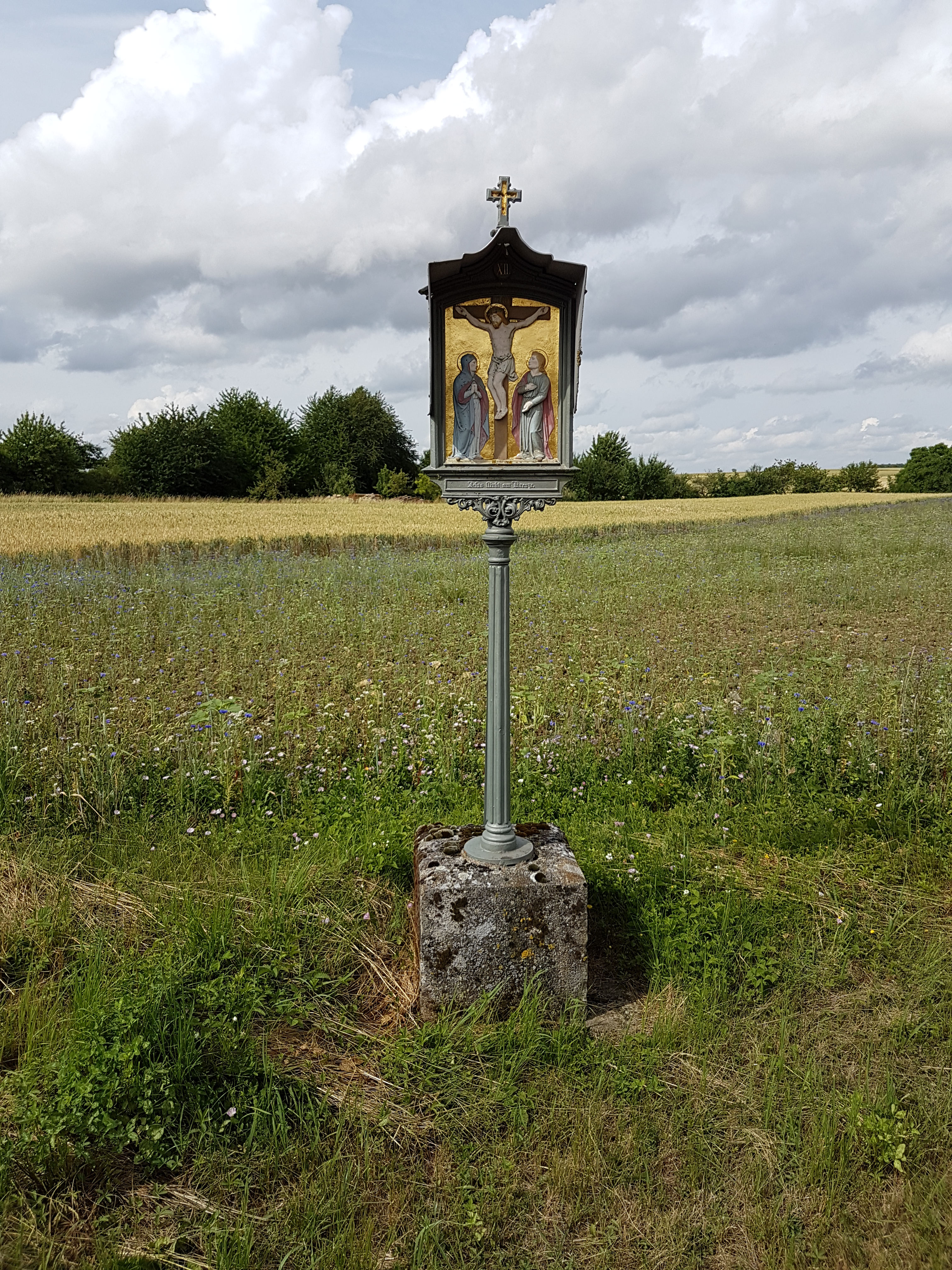
XII. Jesus stirbt am Kreuze
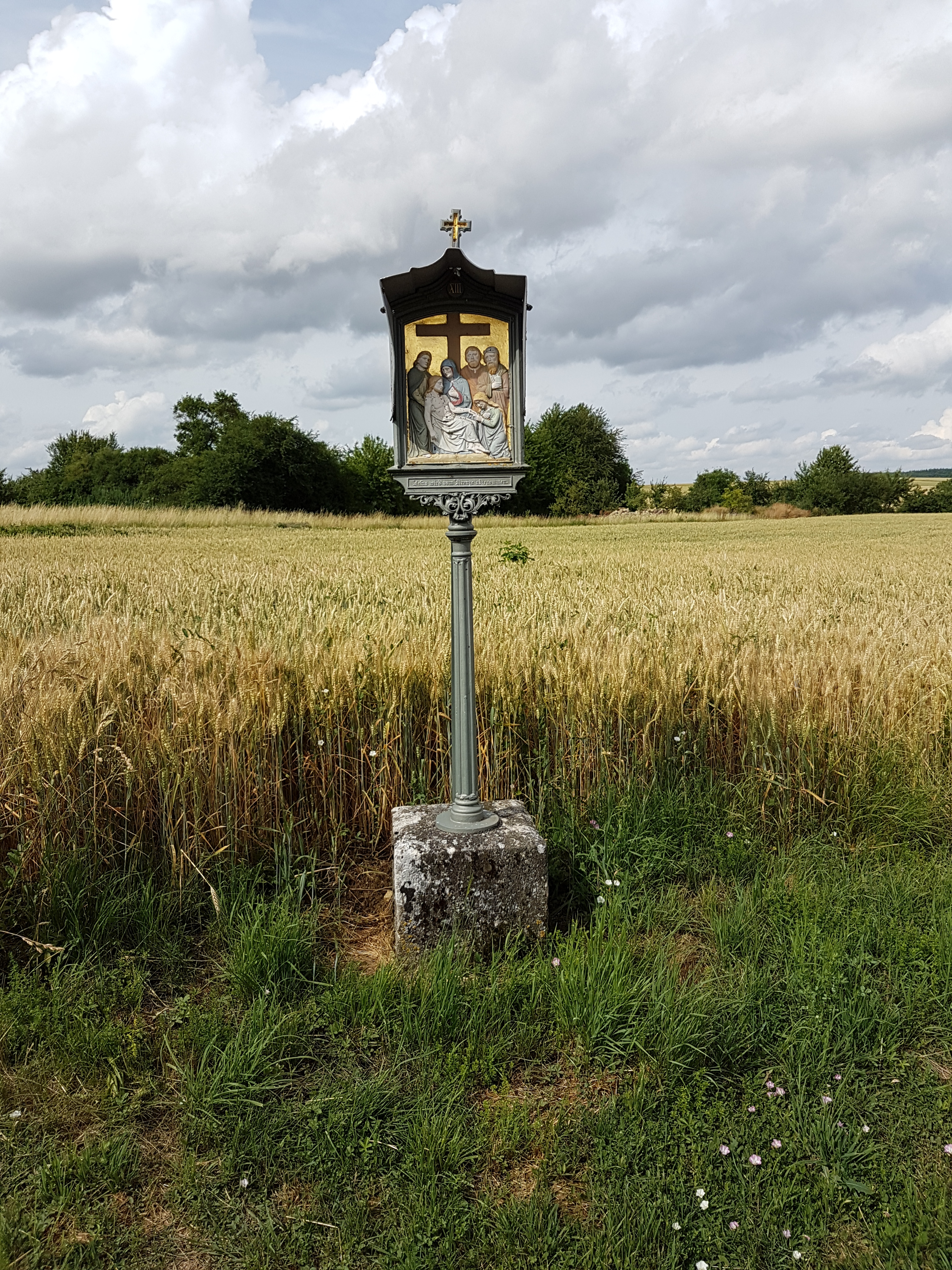
XIII. Jesus wird vom Kreuze abgenommen
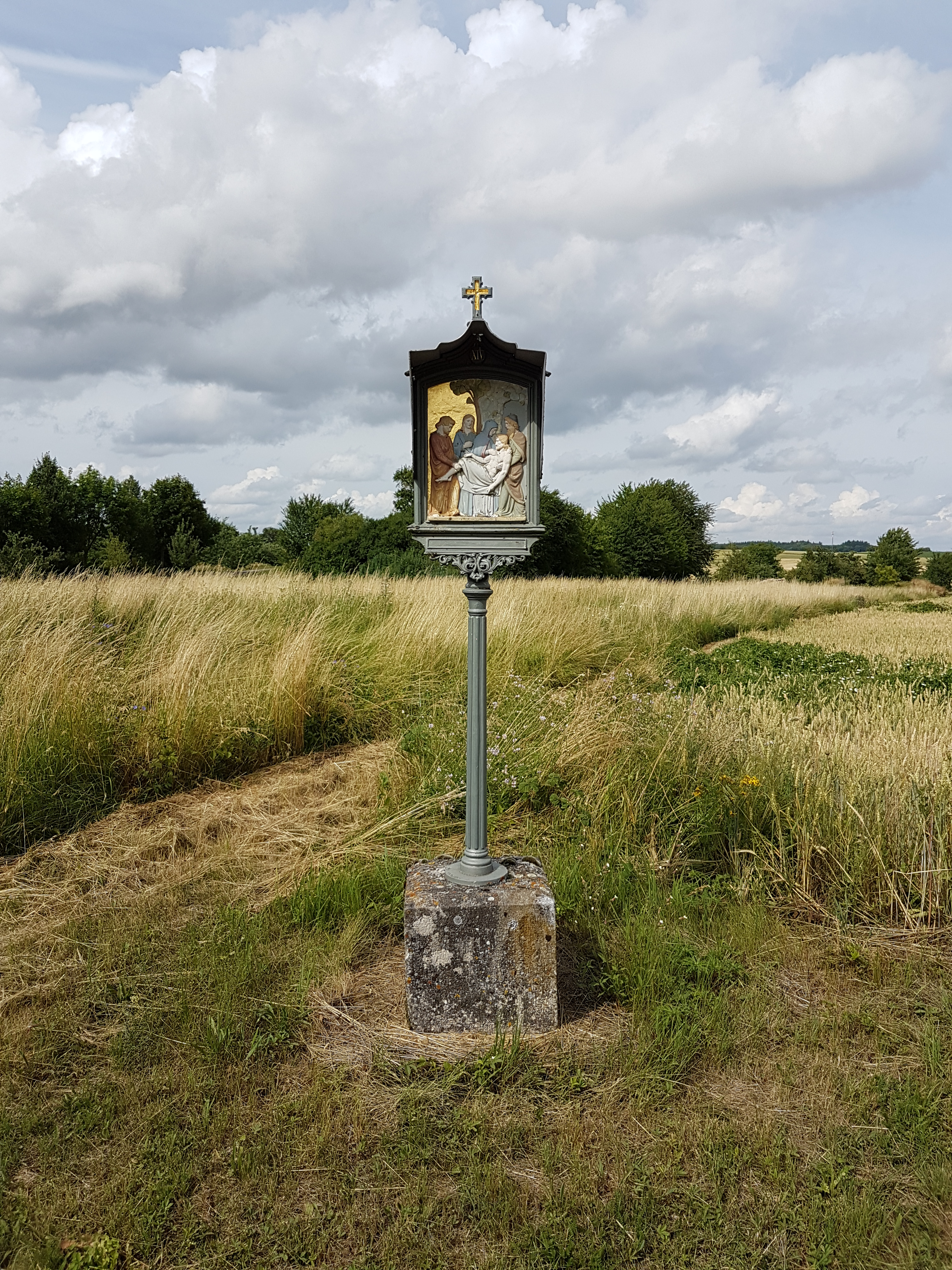
XIV. Jesus wird in's Grab gelegt